# ژرژ آمبوروئه
ژرژ آمبوروئه (انگلیسی: Georges Ambourouet؛ زادهٔ ۱ مهٔ ۱۹۸۶) بازیکن فوتبال اهل گابن است.
از باشگاه‌هایی که در آن بازی کرده است می‌توان به باشگاه فوتبال سدان، باشگاه فوتبال المپیک خریبکه، و باشگاه فوتبال دینامو تیرانا اشاره کرد.
وی همچنین در تیم ملی فوتبال گابن بازی کرده است.